# 黎巴嫩裔以色列人
以色列有3500名黎巴嫩人居住，其中大多數擁有以色列國籍，稱為黎巴嫩裔以色列人。
他們大多數原是南黎巴嫩軍成員及其家人。南黎巴嫩軍是一支以基督徒為主的民兵組織，在南黎巴嫩衝突期間與以色列國防軍結盟，直到以色列於2000年5月從黎巴嫩南部撤軍並結束佔領。
他們大多數是馬龍派基督徒，亦有穆斯林、德魯茲人及其他教派的基督徒。他們當中許多人認為自己並非阿拉伯人，而是腓尼基人。他們在以色列內政部註冊為「黎巴嫩裔」並擁有以色列公民身份。
南黎巴嫩軍成員的母語是黎巴嫩阿拉伯語。然而，該語言未必能夠成功在以色列隔代承傳。第二代黎巴嫩裔以色列人大多數人能聽說黎巴嫩阿拉伯語，但無法讀寫。年輕的黎巴嫩裔以色列人主要使用希伯來語，亦有人使用希伯來字母書寫黎巴嫩阿拉伯語。兒童及青少年的宗教書籍亦有用以希伯來字母書寫的古典阿拉伯語寫成的。
他們的主要教會位於阿卡，並傾向於與以色列境內的其他馬龍派基督徒在不同宗教場所禮拜。
他們遍佈以色列各地，主要集中在北部區。大約250個家庭居住在納哈里亞，100個家庭居住在謝莫納城，80個家庭居住在提比里亞。